# Araeophalla
Bản mẫu:Unref

Araeophalla là một chi bướm đêm thuộc họ Gelechiidae.